# トム・ウィルソン (音楽プロデューサー)
トム・ウィルソン（Tom Wilson）ことトーマス・ブランチャード・ウィルソン・ジュニア（Thomas Blanchard Wilson Jr.、1931年3月25日 - 1978年9月6日）は、アメリカ合衆国の音楽プロデューサー。

## 来歴
テキサス州ウェーコ市出身。アフリカ系アメリカ人である。ウェーコにあるA. J. ムーア高校に入学し、ニューホープ・バプテスト教会に入った。フィスク大学に入学したのち、ハーバード大学に移った。そこでハーバード・ニュー・ジャズ・ソサエティに深く関わるようになる。
大学卒業後、1955年に900ドルを借りてマサチューセッツ州ケンブリッジにトランジション・レコードを設立した。トランジション・レコードはセシル・テイラーのデビュー・アルバムやサン・ラなどを手がけたが、1957年に倒産。同社のカタログはブルーノート・レコードとデルマーク・レコードに売られた。同年、ウィルソンはユナイテッド・アーティスツ・レコードに働き口を見つけ、そこからサヴォイ・レコードを含む様々なジャズ・レーベルでプロデューサーとして活躍した。
1963年、コロムビア・レコードのA&R部門に就職。同年4月24日、ニューヨークのコロムビア・スタジオで行われたボブ・ディランのレコーディング・セッションでプロデューサーを務める。デビュー時からディランのレコードを担当していたジョン・ハモンドとマネージャーのアルバート・グロスマンの関係が悪化したためと言われている。彼はディランとの出会いを次のように述べている。
フォークミュージックは特に好きじゃなかった。僕はそれまでサン・ラやコルトレーンをレコーディングしてきたからね。フォークミュージックは利口じゃない連中のための音楽だと思ってたし、ディランの歌も同程度にばかみたいなものだと思ってた。ところがスタジオに入ると、あふれるようにあの言葉が流れてきた。びっくりしたよ。
1964年2月、サイモン&ガーファンクルがコロムビア・レコードと契約。ウィルソンは同年10月に発売された彼等のデビュー・アルバム『水曜の朝、午前3時』のプロデューサーを務めた。

ウィルソンは1965年6月16日に行われた「ライク・ア・ローリング・ストーン」のセッションまでディランの作品に関わった。一説にはディランが彼をプロデューサーからはずすよう会社に伝えたと言われている。彼はコロムビアを退職する道を選ぶが、会社を去る前にサイモン&ガーファンクルの『水曜の朝、午前3時』に収録されていた「サウンド・オブ・サイレンス」にエレクトリック・セクションを追加録音した。
同年9月にシングルとして発売された「サウンド・オブ・サイレンス」は翌年、全米1位を記録した。
1966年、MGMレコードの東部A&Rの部長に採用され、子会社のヴァーヴ・レコードにてヴェルヴェット・アンダーグラウンドやザ・マザーズ・オブ・インヴェンションとの契約にサインし、彼等のアルバムのプロデューサーを務めた。ニコの『Chelsea Girl』のプロデュースも行った。
1970年代の初めにロサンゼルスに移住。マルファン症候群を患い、1976年に最初の心臓発作を起こす。1978年9月6日、心筋梗塞のため死去。47歳没。

## 主なプロデュース作品
| 年号   | アーティスト                             | 作品名                                       |
| ------ | ---------------------------------------- | -------------------------------------------- |
| 1956年 | セシル・テイラー                         | Jazz Advance                                 |
| 1956年 | ドナルド・バード                         | バーズ・アイ・ヴュー                         |
| 1957年 | サン・ラ                                 | Jazz by Sun Ra                               |
| 1957年 | ドナルド・バード                         | バード・ブロウズ・オン・ビーコン・ヒル       |
| 1959年 | ランディ・ウェストン                     | Live at the Five Spot                        |
| 1959年 | セシル・テイラー                         | Stereo Drive                                 |
| 1959年 | アート・ファーマー                       | Brass Shout                                  |
| 1959年 | ブッカー・リトル                         | ブッカー・リトル4&マックス・ローチ           |
| 1963年 | ボブ・ディラン                           | フリーホイーリン・ボブ・ディラン             |
| 1964年 | ボブ・ディラン                           | 時代は変る                                   |
| 1964年 | ボブ・ディラン                           | アナザー・サイド・オブ・ボブ・ディラン       |
| 1964年 | ピート・シーガー                         | In Concert – I Can See a New Day             |
| 1964年 | サイモン&ガーファンクル                  | 水曜の朝、午前3時                            |
| 1965年 | サイモン&ガーファンクル                  | サウンド・オブ・サイレンス（シングル）       |
| 1965年 | ボブ・ディラン                           | ブリンギング・イット・オール・バック・ホーム |
| 1965年 | ボブ・ディラン                           | ライク・ア・ローリング・ストーン（シングル） |
| 1966年 | アニマルズ                               | Animalisms                                   |
| 1966年 | ヴェルヴェット・アンダーグラウンドとニコ | 日曜の朝（シングル）                         |
| 1966年 | ブルース・プロジェクト                   | Projections                                  |
| 1966年 | ヒュー・マセケラ                         | Hugh Masekela's Next Album                   |
| 1966年 | フリーダ・ペイン                         | How Do You Say I Don't Love You Anymore      |
| 1966年 | コニー・フランシス                       | Live at The Sahara in Las Vegas              |
| 1966年 | マザーズ・オブ・インヴェンション         | フリーク・アウト!                            |
| 1967年 | マザーズ・オブ・インヴェンション         | アブソリュートリー・フリー                   |
| 1967年 | エリック・バードン&ジ・アニマルズ        | Winds of Change                              |
| 1967年 | ニコ                                     | Chelsea Girl                                 |
| 1968年 | エリック・バードン&ジ・アニマルズ        | The Twain Shall Meet                         |
| 1968年 | ヴェルヴェット・アンダーグラウンド       | ホワイト・ライト/ホワイト・ヒート            |
| 1968年 | ソフト・マシーン                         | The Soft Machine                             |
| 1968年 | Harumi                                   | Harumi                                       |
| 1969年 | ディオン                                 | Wonder Where I'm Bound                       |
| 1970年 | カントリー・ジョー&ザ・フィッシュ        | CJ Fish                                      |